# Ministère du Développement, de l'Industrie, du Commerce extérieur et des Services
Le ministère du Développement, de l'Industrie, du Commerce extérieur et des Services (en portugais : Ministério do Desenvolvimento, Indústria, Comércio e Serviços) (MDIC) est un département du gouvernement brésilien.
Le vice-président Geraldo Alckmin est ministre dans le gouvernement Lula depuis le 1er janvier 2023.

## Histoire
Le ministère est créé par la loi nº3 782 du 22 juillet 1960 sous la présidence de Juscelino Kubitschek. Il est supprimé en 1989 par Fernando Collor de Mello et ses fonctions sont alors réparties entre d'autres ministères avant d'être rétabli par le président Itamar Franco.
Dans le gouvernement de Jair Bolsonaro, le ministère de l'Économie regroupe les finances, la planification, le développement, le commerce, l'industrie, le commerce extérieur et les services. L'ancien ministère est recréé dans le gouvernement Lula en janvier 2023.